# قره‌قولجه
قره‌قولجه  (به قرقیزی:Кара-Кулжа، قارا قۇلجا)(به روسی: Кара-Кульджа) یک عوارض جغرافیایی در قرقیزستان است که در شهرستان قره‌قولجه واقع شده‌است. قره‌کولجه ۱۱٬۷۹۴ نفر جمعیت دارد و ۱٬۳۹۰ متر بالاتر از سطح دریا واقع شده‌است.